# 寺尾 (川越市)
寺尾（てらお）は、埼玉県川越市の大字。旧入間郡寺尾村。郵便番号は350-1141。

## 地理
川越市の南部に位置し、新河岸川を跨いだ北部を牛子、同じく新河岸川を跨いだ東北部を南田島飛地、東部をふじみ野市川崎、東南部をふじみ野市元福岡、南部をふじみ野市北野、西部を藤間、西北部を砂及び下新河岸と接する。地域は新河岸川右岸の低地及び台地にあたり、農地の散見される住宅地として利用されている。北部は東武東上線新河岸駅が、南部は同線上福岡駅が徒歩圏内にある。

### 河川
- 新河岸川 - 北辺を東西に流れている。かつては川越五河岸のひとつ、寺尾河岸があり、水運に利用された。

## 歴史

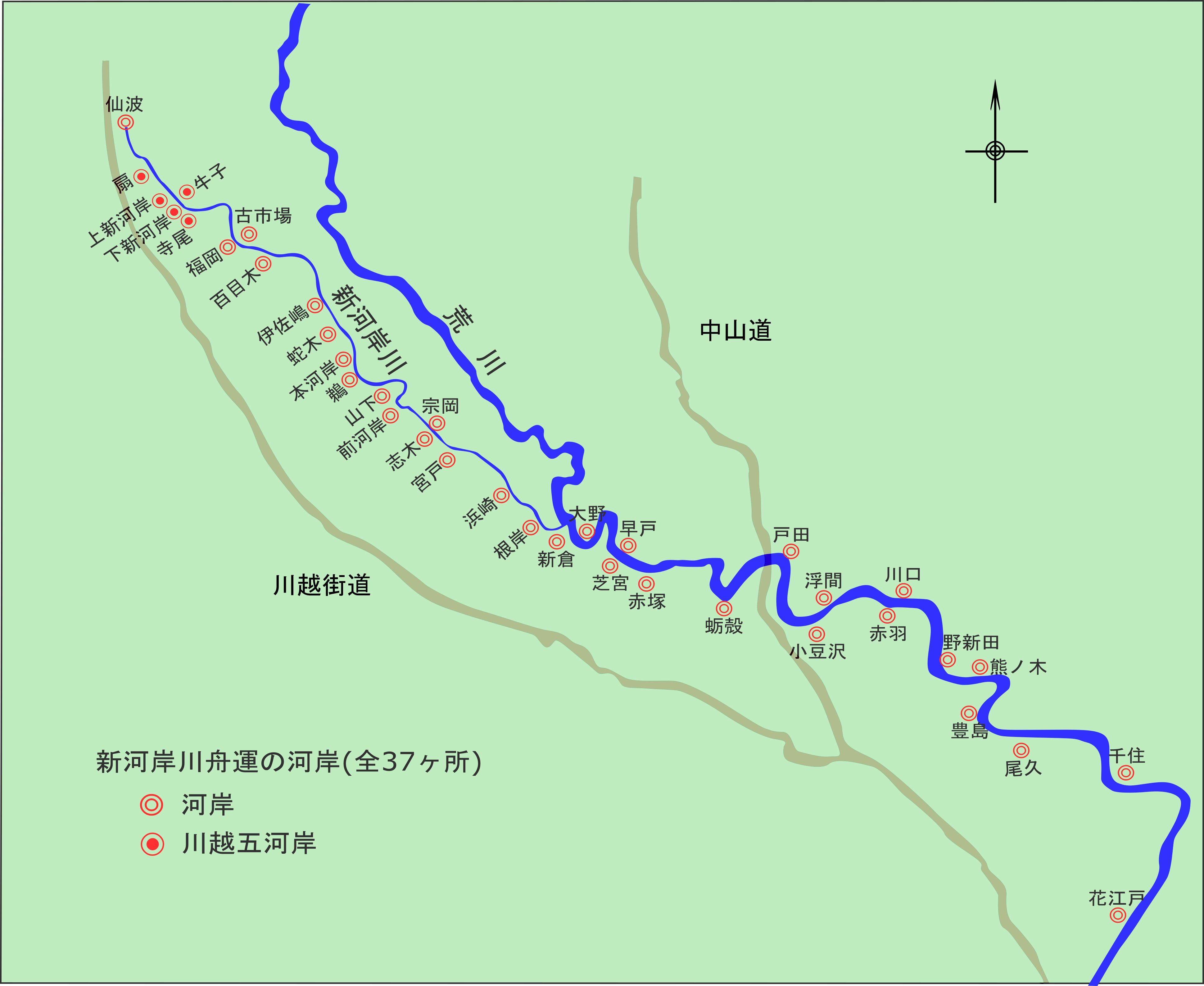
川越五河岸と新河岸川の位置

古くは三芳野郷仙波庄に属した。『北條役帳（小田原衆所領役帳）』に「二百貫文寺尾諏訪三河守」とあり、また『北條記（小田原記）』 に「武州寺尾の住人諏訪右馬助」とあり、この地に1546年（天文15年）の川越夜戦の際に北条氏康の使者として川越城内に入った後北条氏の家臣、諏訪右馬亮の居城があるという伝承を裏付けている。ただし橘樹郡寺尾の支城馬場村、秩父郡寺尾村など異説がある。江戸時代に入ると、諏訪氏の家臣だった河野家、望月家等がこの地に帰農した。江戸初期から御料所であったが、川越藩主・酒井重忠の代に河越城附の村となった。『新編武蔵風土記稿』では民戸75。この頃の小名に猫山（根小屋の転訛といわれる）、城山、舟戸、久保、柳下、五反田があった。村高は『武蔵田園簿』によれば154石、『元禄郷帳』では366石余り、『天保郷帳』では367石余りとされる。南田島村・牛子村・上新河岸・下新河岸から入作が行われ、藤間村・久下戸村に出作が行われていた。
1798年（寛政10年）に書かれた『寺尾川岸ノ由来書』によれば1638年（寛永15年）、仙波東照宮が同年1月28日の川越大火によって消失したのち、その再建の際に川越藩主堀田正盛は荒川筋の老袋河岸及び平方河岸から資材を陸揚げせよと命じたが、春先の渇水のため運送がかなわず寺尾村の五反田から陸揚げすることにした。この際に古市場・難畑（現・富士見市南畑）・引俣（引又宿。現・志木市）の3か所の土橋を運送の妨げになるため壊し、下を高瀬舟が行き交えるよう板橋に架け替えた。この時の河岸は再建物資を陸揚げするための臨時に造成されたものであったが、正保年間に川越藩主松平信綱によって改めて恒久的な河岸を開くよう命じられた。この寺尾河岸は川越五河岸のひとつとして栄え、1774年（安永3年）に船問屋が公認され、明治初年までに中屋・伊勢仙・蔦屋・吉野屋・石川屋・新屋（あたらしや）・洲崎屋の7軒の船問屋が開業された。明治10年代までに船問屋は中屋・伊勢仙・蔦屋・洲崎屋の4軒に減少した。
明治時代に入って1889年（明治22年）4月1日の町村制施行に伴い、入間郡砂新田連合戸長役場区域内の寺尾村は同区域内の砂村・扇河岸村・上新河岸村・下新河岸村・砂新田及び大井町連合戸長役場区域の藤間村と合併し高階村の大字のひとつとなった。1876年（明治9年）の人口は524人。新河岸川の水運は1931年（昭和6年）に改修工事の終了及び埼玉県からの通船停止令の発令により廃止され、五河岸全てが廃止された。1939年（昭和14年）4月10日には福岡村福岡に一部が編入された。 1955年（昭和30年）4月1日、高階村は川越市に編入され、寺尾は川越市の大字のひとつとなった。

## 世帯数と人口
2017年（平成29年）10月1日現在の世帯数と人口は以下の通りである。
| 大字 | 世帯数    | 人口     |
| ---- | --------- | -------- |
| 寺尾 | 4,468世帯 | 10,107人 |

## 小・中学校の学区
市立小・中学校に通う場合、学区は以下の通りとなる。
| 番地                             | 小学校             | 中学校             |
| -------------------------------- | ------------------ | ------------------ |
| 1〜96 111〜177 181〜182 228〜242 | 川越市立高階小学校 | 川越市立寺尾中学校 |
| その他                           | 川越市立寺尾小学校 | 川越市立寺尾中学校 |

## 交通

### 鉄道
地内に鉄道は引かれていないが、東武東上線・上福岡駅・新河岸駅が最寄駅になる。

### バス
- 川越市コミュニティバス「川越シャトル」（西武バス川越営業所に運行委託）33系統 - 寺尾バス停・寺尾折返場・が南部の並木通り沿いに所在している。

### 道路
国道、県道は地内に存在しないが、川越市道路愛称選定委員会により「並木通り」と愛称が制定された市道が南部に設置されている。

## 史跡
- 勝福寺 - 天台宗。山号は寺尾山。天長年間、慈覚大師円仁によって寺尾山蓮乗院として開山したといわれるが定かではない。中興開山の秀興は建武元年（1334年）示寂したといわれる[4][5][6]。本尊は阿弥陀三尊立像で、円仁の作と伝えられる[5][6]。1868年（明治元年）に境内を利用して公立小学校が開かれた[4]。
- 日枝神社
- 稲荷宮
- 河岸場跡
- 諏訪右馬亮居城跡[6]

## 施設
- 川越市立寺尾中学校
- 川越市立寺尾小学校
- 高階第二保育園
- 寺尾調節池
- 寺尾公民館
- 寺尾後原公園
- 寺尾関端公園
- 寺尾田成公園